# Місцева бульбашка

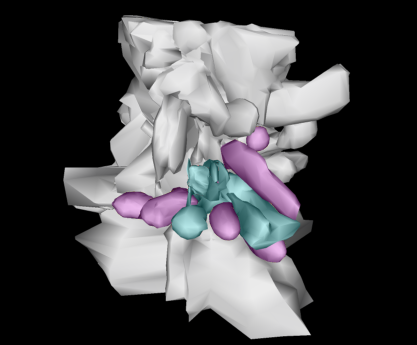
3D відтворення Місцевої бульбашки (білий) з Місцевою міжзоряною хмарою (рожевий) і частиною Бульбашки I (зелений).

Місцева бульбашка — ділянка розрідженого газу в міжзоряному середовищі нашої Галактики, де перебуває Сонячна система. Розташована в рукаві Оріона.
Її розмір щонайменше 300 світлових років у поперчнику і складається вона з нейтрального водню з густиною в 10% від середньої густини міжзоряного середовища. Гарячий дифузний газ Місцевої бульбашки випромінює рентгенівські промені.
Дуже гарячий розріджений газ Місцевої бульбашки є результатом спалаху наднової 10—20 мільйонів років тому. Раніше вважалося, що найбільш ймовірною кандидаткою на таку наднову була зоря-попередник пульсара Гемінга. Наприкінці XX-го сторіччя висунуто припущення, що Місцева бульбашка утворилася внаслідок спалаху кількох наднових із підгрупи B1 рухомої групи Стожар, залишки яких злилися у надбульбашку.
Сонячна система рухається Місцевою бульбашкою останні 5—10 мільйонів років. Зараз вона перебуває в Місцевій міжзоряній хмарі — невеликій щільнішій ділянці бульбашки.